# Vale do Lapedo

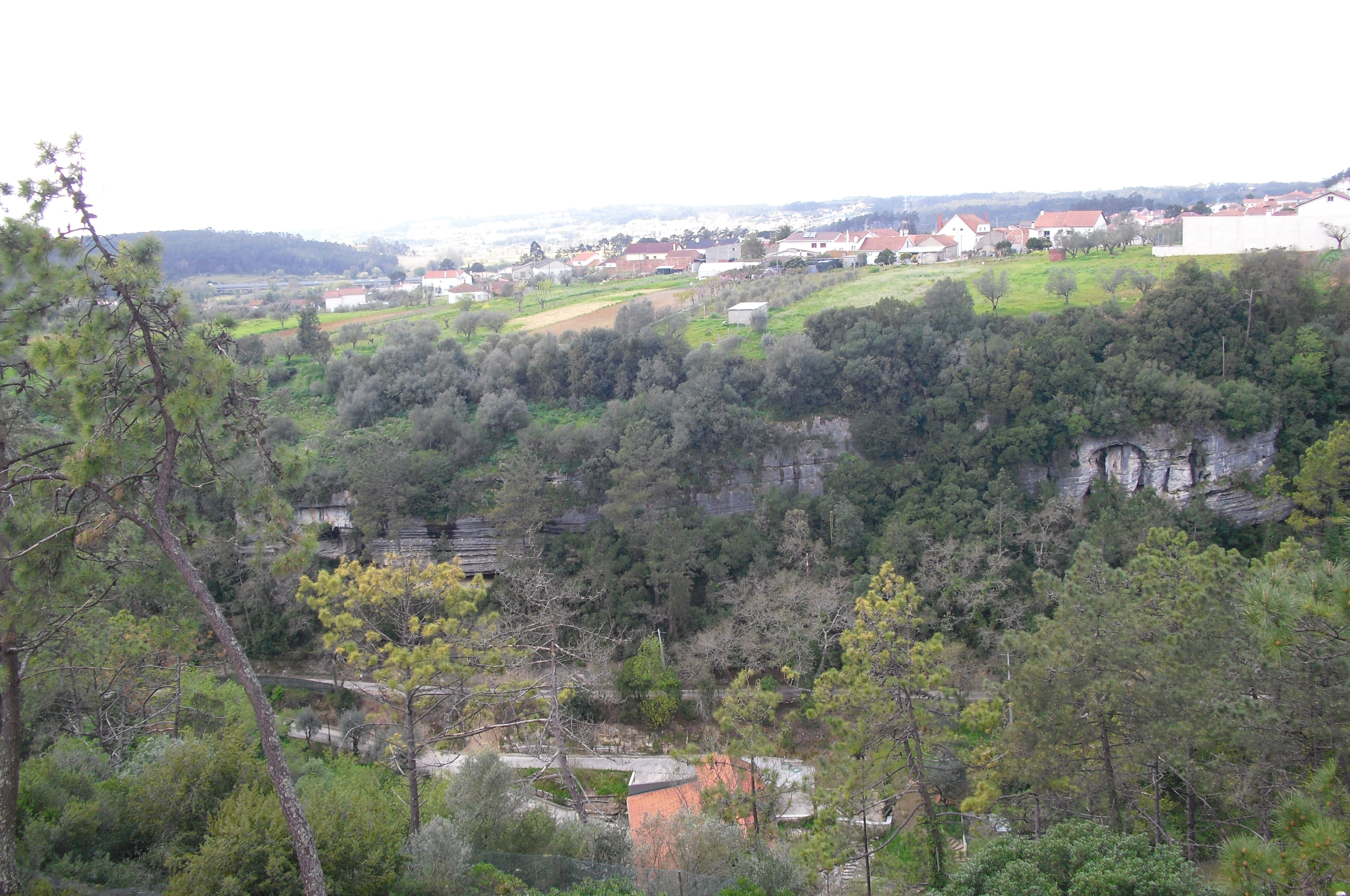
Vale do Lapedo (visto a sul do mesmo, perto do CIALV

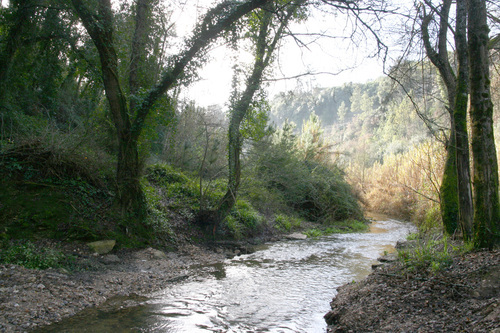
Vale do Lapedo e a ribeira do Sirol

O Vale do Lapedo, onde se encontra o Abrigo do Lagar Velho, é uma depressão geológica de grande valor arqueológico e natural, que se situa na freguesia de Santa Eufémia e Boa Vista, no município de Leiria, em Portugal.
O Abrigo do Lagar Velho consiste numa cavidade pouco profunda que começou a ser ocupado no Paleolítico Superior, cerca de 30 a 20 mil anos atrás. Nas imediações deste foi descoberta uma sepultura que tinha os restos mortais de uma criança, conhecida como Menino do Lapedo, e que foi a primeira daquele período a ser descoberta na Península Ibérica. O Abrigo do Lagar Velho está classificado como Monumento Nacional desde 2013.

## Descrição
O local situa-se no extremo ocidental do vale do Lapedo, nas margens da Ribeira da Caranguejeira, também conhecida como ribeira do Sirol, que é um afluente do Rio Lis. O vale, em forma de canhão, atravessa um maciço de calcário, que foi perfurado pela ribeira ao longo de muitos milhares de anos, formando uma garganta com cerca de 1,5 Km de comprimento, pontuada por grandes penhascos que atingem os 100 m de altura. Esta área é igualmente de grande interesse do ponto de vista natural, devido a uma grande diversidade de espécies vegetais e animais. Em termos de fauna, é o habitat de gralhas pretas, águias de asa redonda e ratos do campo, entre outras espécies, enquanto que a sua flora inclui vides brancas, amieiros, choupos, salgueiros e freixos, destacando-se a presença de vários exemplares que faziam parte da antiga mata mediterrânica, como o carvalho cerquinho e o medronheiro. Além dos vestígios arqueológicos, outros monumentos de interesse do ponto de vista cultural na área do vale do Lapedo incluem três casas, relacionadas com antigos moinhos de cereais e lagares.
O sítio arqueológico situa-se numa propriedade privada, na antiga freguesia de Santa Eufémia, a cerca de 13 Km da cidade de Leiria. O Centro de Interpretação do Abrigo do Lagar Velho encontra-se nas imediações da povoação da Carrasqueira, e reúne todas as informações sobre os achados arqueológicos, incluindo uma réplica dos restos mortais do Menino do Lapedo, com uma reconstrução do seu rosto, feita pelo antropólogo americano Brian Pierson.
O abrigo em si é de pequenas dimensões, e contém várias pinturas rupestres, destacando-se as duas figuras humanas no tecto, feitas com recurso a ocre vermelho. As outras pinturas são mais difíceis de identificar, devido ao seu avançado estado de degradação. O abrigo foi em parte destruído pela construção de uma estrada. Um dos principais vestígios é o esqueleto de uma criança, que foi enterrada nas imediações do Abrigo. O indivíduo, conhecido como menino ou criança do Lapedo, tinha cerca de cinco anos quando faleceu, e fazia parte de uma comunidade de caçadores-recolectores, que se abrigavam periodicamente no Abrigo. Nesta época, há cerca de 20 a 30 mil anos atrás, os grupos humanos ainda praticavam o nomadismo, alterando as suas práticas de acordo com os recursos presentes em cada local. Aquando da sua descoberta, foi a primeira sepultura infantil do Paleolítico Superior a ser descoberta na Península Ibérica, constituindo um importante exemplo das práticas rituais fúnebres, como a mortalha de pele pintada a ocre que rodeava o corpo, as contas sobre a testa e a presença de um pequeno coelho entre as pernas. Segundo a técnica Ana Cristina Araújo, estes rituais funerários são muito semelhantes aos encontrados noutros sítios arqueológicos do mesmo período numa vasta área geográfica, desde a Europa Ocidental até à cordilheira dos Urais, na fronteira terrestre com a Ásia. Uma análise do corpo em si permitiu igualmente chegar a importantes conclusões sobre a evolução humana e a relação entre as espécies homo Sapiens, ascendentes dos modernos humanos, e Homo neanderthalensis, uma vez que o esqueleto apresenta atributos de ambas as espécies, sugerindo uma possível hibridização entre os dois grupos, teoria que foi depois comprovada com a sequenciação do genoma dos Neandertais. Segundo o arqueólogo e professor João Zilhão, «este sítio veio provar, pela primeira vez com um esqueleto quase completo, uma ancestralidade partilhada na qual se incluem os Neandertais; veio demostrar que eles não são, como diziam muitos, um beco sem saída na história da humanidade».
O espólio do Abrigo do Lagar Velho inclui vestígios osteológicos, seixos do rio que foram alterados com recurso a fogo, além de várias ferramentas em pedra, que eram utilizadas para cortar as peles e a carne dos animais. Em termos de materiais faunísticos, encontram-se os restos de coelhos e de animais de grande porte. Foi descoberto um conjunto de lascas em sílex, quartzo e quartzito. Também foram recolhidos excrementos fossilizados, conhecidos como coprólitos, que muito provavelmente pertenciam a abutres-barbudos, espécie já extinta em território nacional, e que utilizava o Abrigo do Lagar Velho como lugar de nidificação há cerca de 29 mil anos atrás.

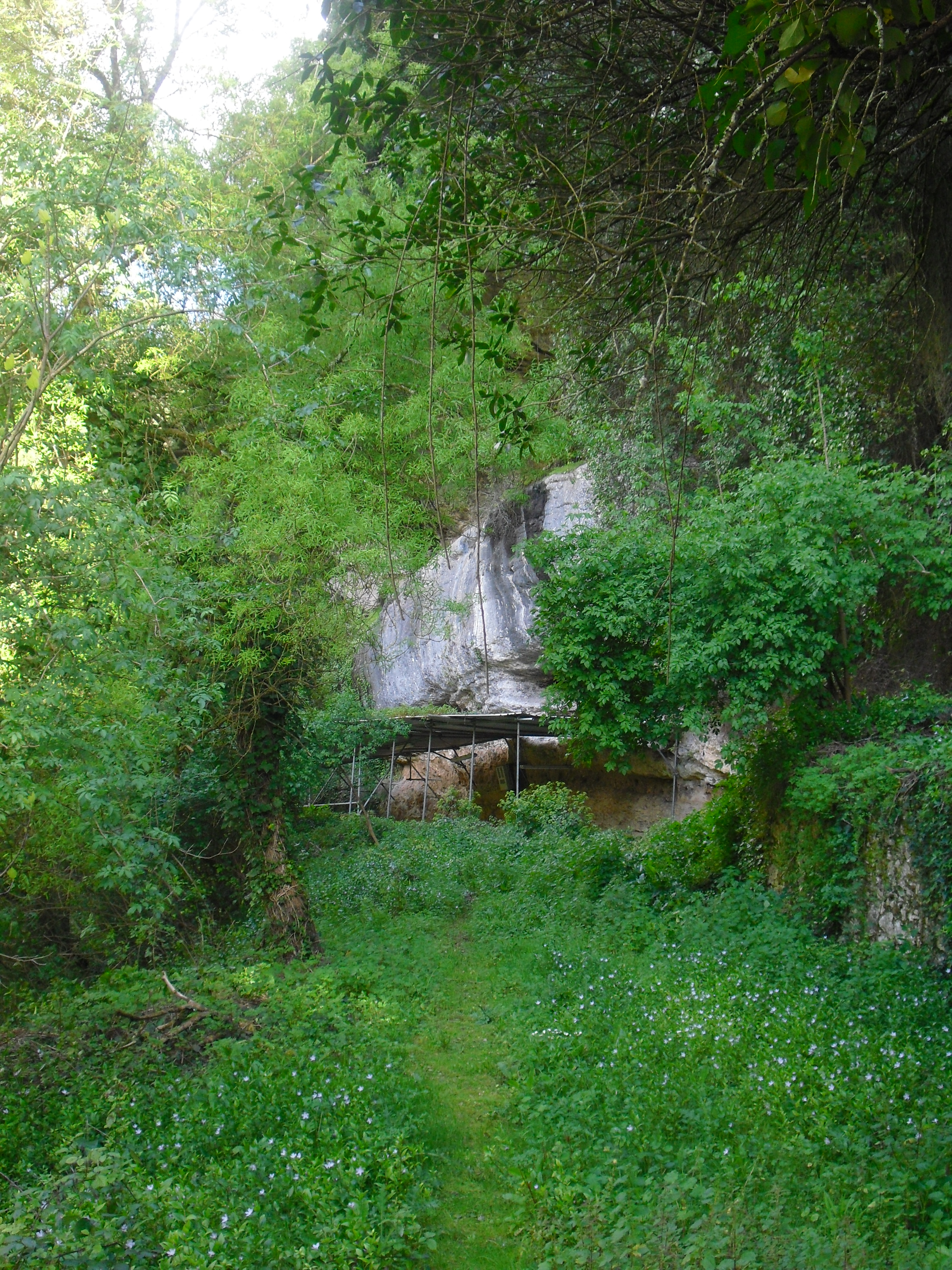
Abrigo do Lagar Velho.

## História

### Ocupação original
De acordo com as camadas estratigráficas, a área do Vale do Lapedo foi habitada há cerca de 30 a 20 mil anos atrás, correspondente ao período do Paleolítico Superior, tendo o Menino do Lapedo em si sido enterrado há cerca de 24.500 ou 29 mil anos. Esta idade é mais antiga do que a calculada para outros abrigos do mesmo tipo, que se integram em geral no Paleolítico Médio.

### Ocupação posterior
A presença humana no local prolongou-se depois até à Idade do Bronze, tendo algumas das pinturas rupestres sido datadas entre os finais do Neolítico e os inícios da Idade do Bronze. Também poderá ter sido ocupado durante a Idade do Ferro.
No século XV, o Vale do Lapedo era considerado como uma área protegida, sendo proibida a caça e o corte de madeiras. Em 1925 o território do vale foi comprado por Manuel Gomes Azóia, vindo do Brasil, tendo ali instalado alguns moinhos.

### Redescoberta
O abrigo em si foi identificado em 1994, após terem sido feitas obras de terraplanagem no local, que quase levaram à sua destruição. Porém, só ganhou um especial interesse do ponto de vista arqueológico após a descoberta dos restos mortais do chamado Menino do Lapedo, em 1998. Os primeiros trabalhos arqueológicos no Abrigo do Lagar velho iniciaram-se em Dezembro desse ano e terminaram em Janeiro de 1999, tendo sido coordenadas por João Zilhão e pela antropóloga Cidália Duarte. João Zilhão também foi responsável por estudar o Menino do Lapedo, em conjunto com o antropólogo americano Erik Trinkaus, tendo o esqueleto sido preservado no Museu Nacional de Arqueologia. Em 2008 foi inaugurado o Centro de Interpretação do Abrigo do Lagar Velho. O Abrigo do Lagar Velho foi classificado como Monumento Nacional por um decreto de 24 de Junho de 2013, enquanto que o sítio onde foi encontrado o esqueleto foi classificado em 2018.
Em Fevereiro de 2022, os vestígios arqueológicos foram vandalizados, tendo sido danificada parte da parede rochosa, e várias centenas de fragmentos osteológicos e de peças líticas foram espalhados pelo solo. O crime foi descoberto no dia 6, pela arqueóloga Vânia Carvalho, quando estava a fazer uma visita guiada. Entrevistada pelo jornal Público, a técnica explica como se apercebeu que o local tinha sido vandalizado: «percebi que a parede estava alterada e que não podia ter sido erosão porque havia marcas de escavação, buracos feitos com um pau, muito provavelmente, e porque estavam ossos e lascas de pedra pousados numa saliência que há na rocha, o que seria impossível se tivesse sido uma derrocada natural - ficaria tudo no chão». A geoarqueóloga Ana Costa, que faz igualmente parte do Laboratório de Arqueociências da Direcção-Geral do Património Cultural, comentou que «Pode ter sido sido uma idiotice de miúdos, mas o dano está feito e é irreparável», referindo-se para a parte da parede de onde caíram cerca de quinhentos fragmentos identificáveis. Acrescentou que «O que tínhamos aqui era um bocado da nossa história ancestral, um intrumento pedagógico que funcionava como uma vitrine e que nos ajudava a explicar o que aqui se passou há 26 e 24 mil anos. Esta janela mostrava como o homem aproveitou a natureza sem dar cabo dela, que estratégias utilizou para sobreviver. [...] Também por isso lhe chamamos "testemunho pendurado", por estar suspenso no tempo e no espaço, por nos mostrar o que fomos naquele intervalo cronológico». Desde 2019 que a técnica Cristina Araújo, também do Laboratório de Arqueociências, procurou uma forma de proteger a parede que foi vandalizada, sem a ocultar, tendo nesse sentido comunicado com o Departamento de Estudos, Projectos, Obras e Fiscalização da Direcção-Geral do Património Cultural, embora sem sucesso. Em Janeiro de 2023, o Ministério Público anunciou que iria arquivar o processo devido à inexistência de «indícios sustentáveis que, de forma suficiente, permitam imputar a pessoa determinada a autoria dos factos em questão».

## Galeria de imagens

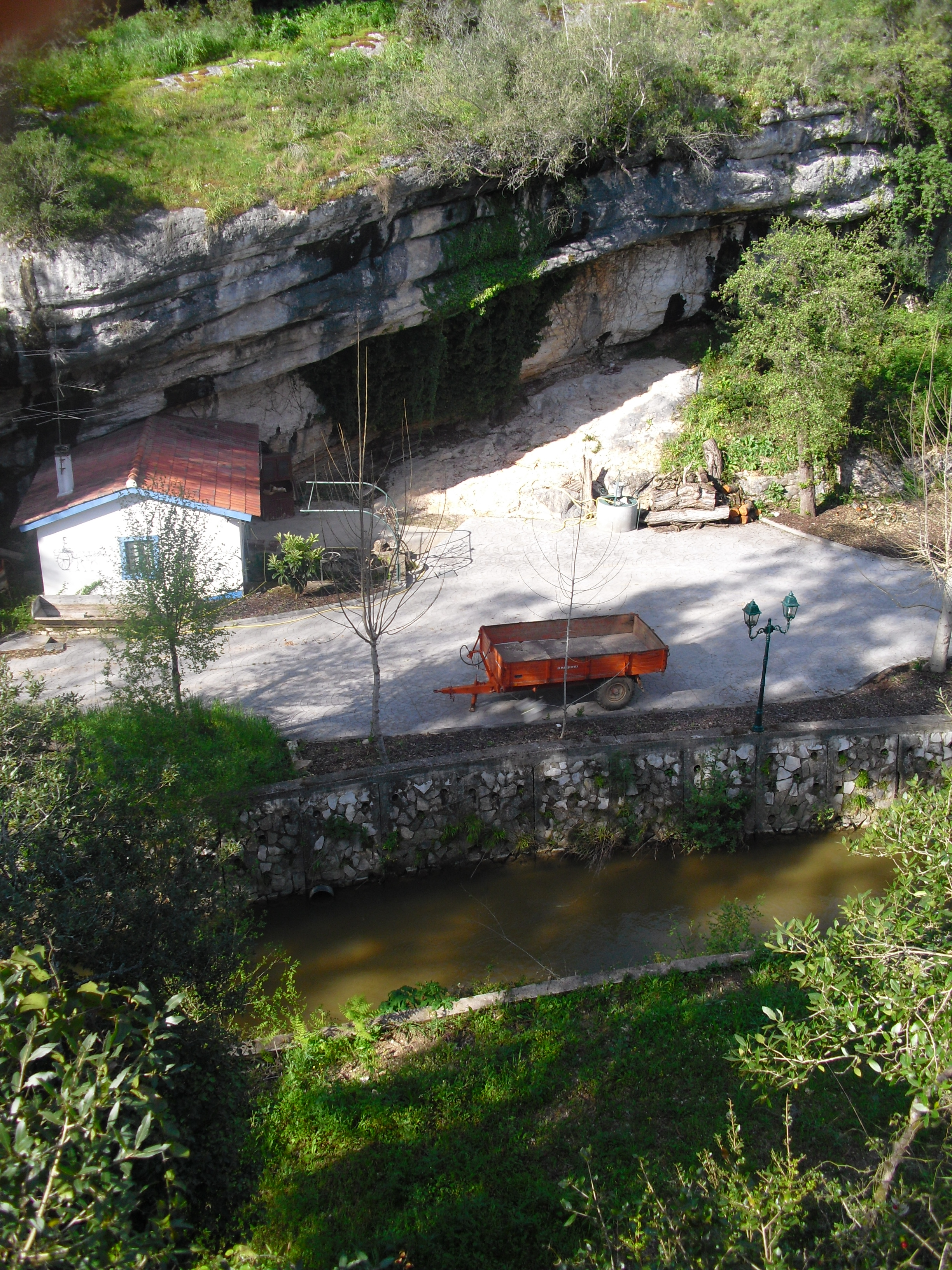
Lapedo visto da entrada oeste do vale
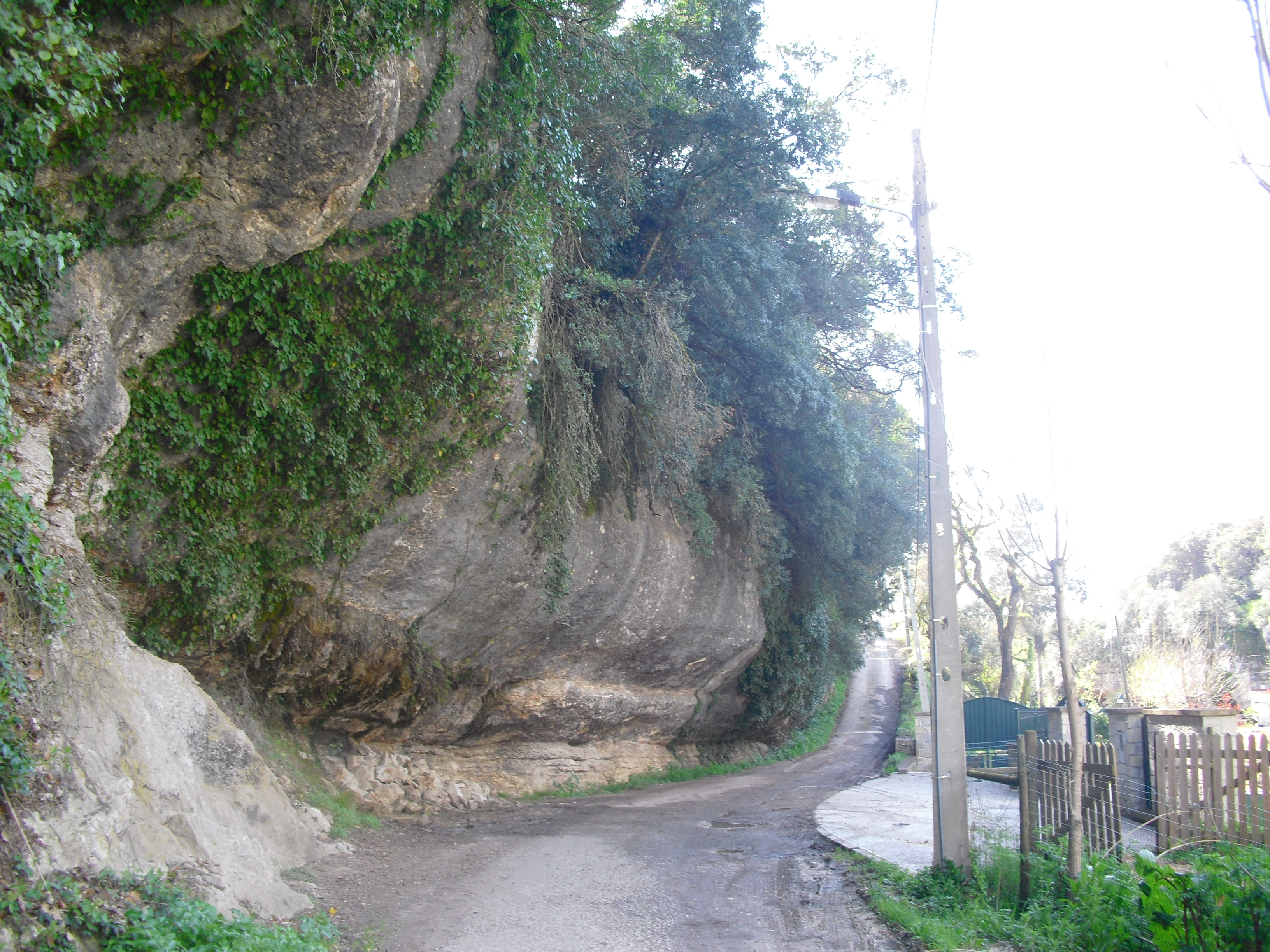
Formação em canhão no vale
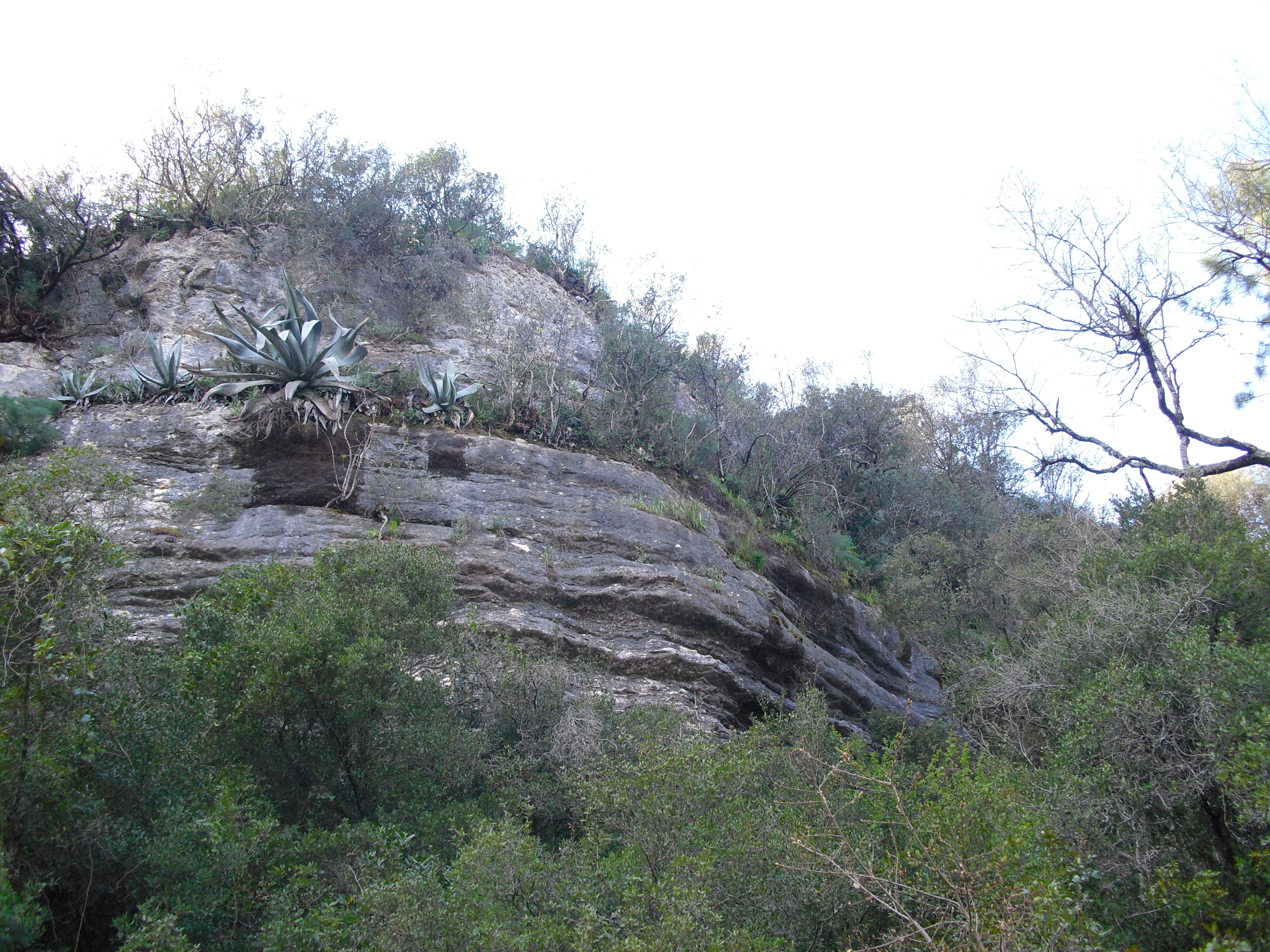
Pormenor de uma formação rochosa no vale

## Leitura recomendada
- AGUIAR, João (2006). Lapedo: uma criança no vale: um dos mais importantes achados arqueológicos dos últimos 100 anos. Porto: Asa. 188 páginas. ISBN 972-41-4871-8
- BRITO, Mafalda (2020). O menino do Lapedo. Leiria: Câmara Municipal de Leiria e Barca do Inferno: [s.n.] 32 páginas. ISBN 978-989-54632-3-7
- MARQUES, Rafael José Antunes (1995). A Freguesia de Santa Eufémia e o seu passado histórico. Leiria: Comissão das comemorações da elevação de Santa Eufémia à categoria de paróquia
- SANTOS, Joaquim (2016). Menino do Lapedo: Sol e Lua. Valongo: Inforletra. 63 páginas
- ZILHÃO, João (1999). O Menino do Lapedo: uma sepultura infantil do paleolítico superior inicial, Actas das 3ªs Jornadas Culturais. Leiria: [s.n.]
- ZILHÃO, João; TRINKAUS, Erik; DUARTE, Cidália Maria Pereira (1999). «The Lapedo Child: Lagar Velho 1 and our Perceptions of the Neandertals». Mediterranean Prehistory Online
- ZILHÃO, João; TRINKAUS, Erik; DUARTE, Cidália Maria Pereira; MAURÍCIO, João; SOUTO, Pedro; PETTIT, Paul B.; VAN DER PLICHT, Hans (1999). The early upper paleolithic human skeleton from the Abrigo do Lagar Velho (Portugal) and modern human emergence in Iberia, Proceedings of the Nacional Academy of Sciences. Washington: [s.n.] Consultado em 31 de Janeiro de 2023 – via Research Gate
- ZILHÃO, João (2000). «Fate of the Neanderthals». Archaeology. Nova Iorque
- ZILHÃO, João; CARVALHO, António Manuel Faustino; AUBRY, Thierry Jean (2001). Les premiers hommes modernes de la Péninsule Ibérique. Actes du Colloque de la Commission VIII de l'UISPP. Lisboa: [s.n.]
- ZILHÃO, João (2001). Anatomically Archaic, Behaviorally Modern: The Last Neanderthals and Their Destiny. Amsterdão: [s.n.]
- ZILHÃO, João; TRINKAUS, Erik; DUARTE, Cidália Maria Pereira (2001). O Menino do Lapedo: Lagar Velho 1 and perceptions of the Neandertals. Leiden: Archaeological Dialogues
- ZILHÃO, João; TRINKAUS, Erik (2001). Troubling the Neandertals. A reply to Langbroek's "The trouble with Neandertals", Archaeological Dialogues. Leiden: [s.n.]
- ZILHÃO, João (2001). «The Lagar Velho child and the fate of the Neanderthals». Athena Review. Westport
- ZILHÃO, João; TRINKAUS, Erik (2002). Portrait of the Artist as a Child: The Gravettian Human Skeleton from the Abrigo do Lagar Velho and its Archaeological Context. Lisboa: Instituto Português de Arqueologia. ISBN 972-8662-07-6. Consultado em 31 de Janeiro de 2023 – via Research Gate